# Lipsko (gemeente)
De gemeente Lipsko is een stad- en landgemeente in het Poolse woiwodschap Mazovië, in powiat Lipski.
De zetel van de gemeente is in Lipsko.
Op 31 december 2004, telde de gemeente 11.647 inwoners.

## Oppervlakte gegevens
De gemeente heeft een oppervlakte van 135,21 km², waarvan:
- agrarisch gebied: 78%
- bossen: 15%

De gemeente beslaat 18,1% van de totale oppervlakte van de powiat.

## Administratieve plaatsen (sołectwo)
Babilon, Borowo, Boży Dar, Dąbrówka, Długowola Druga, Długowola Pierwsza, Gołębiów, Gruszczyn, Helenów, Huta, Jakubówka, Jelonek, Józefów, Katarzynów, Krępa Górna, Krępa Kościelna, Leopoldów, Leszczyny, Lipa-Krępa, Lipa-Miklas, Małgorzacin, Maruszów, Maziarze, Nowa Wieś, Poręba, Ratyniec, Szymanów, Śląsko, Tomaszówka, Walentynów, Wiśniówek, Wola Solecka Druga, Wola Solecka Pierwsza, Wólka, Zofiówka.

## Aangrenzende gemeenten
Chotcza, Ciepielów, Sienno, Solec nad Wisłą, Rzeczniów